# Антонюк Наталія Олегівна
Антонюк Наталія Олегівна (нар. 28 липня 1981, м. Золочеві Львівської області) — українська суддя, заступник голови Касаційного кримінального суду у складі Верховного Суду, секретар Першої судової палати цього суду.

## Освіта
У 1998 році закінчила школу з золотою медаллю. Одразу ж вступила на юридичний факультет Львівського державного університету імені Івана Франка.
За успіхи у навчанні отримувала стипендію Президента України, стипендію голови обласної державної адміністрації.
У 2003 році отримала диплом магістра права з відзнакою і одразу ж вступила до аспірантури в університеті Франка у Львові.
У 2006 році захистила кандидатську дисертацію зі спеціальності «Кримінальне право, кримінологія; кримінально-виконавче право» (12.00.08).
Була нагороджена стипендією Голови облдержадміністрації Львівської області як молодий науковець. У 2011 році отримала вчене звання доцента. Працює над докторським дослідженням.
Неодноразово брала участь у міжнародних стажуваннях, наукових обмінах, конференціях та інших заходах. Зокрема, стажувалася у Вроцлавському та Ягеллонському університетах.

## Кар'єра
2005–2017  асистент, доцент кафедри кримінального права та кримінології юридичного факультету Львівського національного університету імені Івана Франка.
2004–2017  адвокатська практика. Свідоцтво Ради адвокатів Львівської області № 979. Дата видачі: 28.04.2004. Право на заняття адвокатською діяльністю зупинено з 02.10.2017 на підставі заяви адвоката.
Указом Президента України від 10 листопада 2017 р. № 357/2017 призначена суддею Верховного Суду у Касаційному кримінальному суді.
З грудня 2017 року по грудень 2020 року здійснювала правосуддя у складі Великої Палати Верховного Суду.
З кінця 2020 року увійшла до складу Першої судової палати Касаційного кримінального суду.
26 листопада 2021 року на зборах суддів судової палати була обрана секретарем Першої судової палати Касаційного кримінального суду.
25 вересня 2023 року на зборах суддів обрана заступником голови Касаційного кримінального суду у складі Верховного Суду.
Кандидат юридичних наук (2006 рік). Доцент (2011 рік).
Лекторка Національної школи суддів України.

## Публікації
Автор більше ніж 150 праць, зокрема:
- Диференціація кримінальної відповідальності у кримінальному праві України (Київ: Алерта, 2023. 554 с).

- Контекстуальний елемент воєнних злочинів: зміст і необхідність встановлення. Право України. 2023. № 5. С. 30–38.

- Диференціація кримінальної відповідальності з позицій de lege lata & de lege ferenda. Право України. 2023. № 1. С. 122—133.

- Criminal and legal assessment of collaborationism: a change of views in connection with Russia's military aggression against Ukraine. Access to Justice in Eastern Europe. 2022. № 3 (15). Р. 3. URL:[7]

- Зміни до злочинів проти основ національної безпеки: криміналізація чи диференціація кримінальної відповідальності. Право України. 2022. № 11. С. 39–40.

- Як відрізнити воєнні злочини від так званих загальнокримінальних злочинів. Advokat Post. 2022.

- Forms of criminal liability in case of death of the patient. Wiadomosci Lekarskie. 2021. Vol. LXXIV, Iss. 11 Part 2, November. P. 2891—2896. (видання, проіндексовано у базі даних Scopus).

- Незалежність і дисциплінарна відповідальність суддів: міжнародні стандарти й національна практика (у співавторстві, Київ: Алерта, 2021. 248 с).

- Criminal offenses against property in Ukraine (Kyiv: Alerta, 2020. 146 р).

- Differentiation of criminal liability of medical professionals. Wiadomosci Lekarskie. 2020. Vol. LXXIII, ISSUE 12 PART 2, December. P. 2728—2732. (видання, проіндексовано у базі даних Scopus).

- Категоризація злочинів як основа диференціації кримінальної відповідальності. Прикарпатський юрид. вісник. 2020. Вип. 2 (31). С. 147—152.

- Роль інституту проступків для диференціації кримінальної відповідальності. Право України. 2020. № 11. С. 158—172.

- Методологічні засади дослідження диференціації кримінальної відповідальності. Питання боротьби зі злочинністю: зб. наук. праць. Харків: Право. 2019. Вип. 38. С. 9–22.

- Місце диференціації кримінальної відповідальності серед принципів кримінального права та кримінально-правової політики. Наук. вісник Ужгород. нац. ун-ту: серія: Право. 2019. Т. 2. Вип. 58. С. 66–71.

- Поняття диференціації кримінальної відповідальності. Право України. 2019. № 9. С. 196—214.

- Differentiation of criminal responsibility for crimes against property: Theft and Robbery (article 185, 186 of Criminal Code of Ukraine). Вроцлавсько-Львівський юридичний збірник. Львів, 2017. С. 165—176[8].

- Naduzycie uprawnien w swietle ukraiсskiego prawa karnego.E-Czasopisma Prawa Karnego i Nauk Penalnych. 2014. № 10.[9].

- Кримінально-правова охорона власності (Львів: ЛНУ імені Івана Франка, 2012. 514 с).

- Кримінальна відповідальність за заподіяння майнової шкоди шляхом обману або зловживання довірою (Львів: ПАІС, 2008. 216 с).